# Cartoixa de Val-de-Bénédiction
Les importants restes de la cartoixa de Notre-Dame de Val-de-Bénédiction estan situades a la població francesa de Vilanova d'Avinyó (Gard, Llenguadoc-Rosselló), enfront de la ciutat d'Avinyó (Valclusa, Provença-Alps-Costa Blava), amb el curs del Roine que les separa. Aquest antic centre religiós, ara desafectat, es troba en un relatiu bon estat de conservació i ha estat declarat Monument historique per l'administració francesa.

## Història

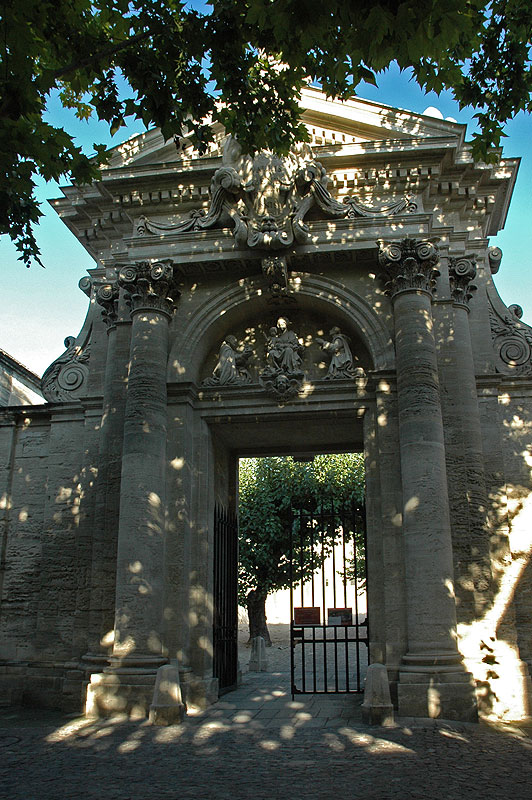
Portal de la cartoixa

Quan Avinyó era seu papal (entre 1309 i el 1377), el lloc on ara es troba la ciutat de Vilanova va quedar ocupada pels palaus i residències dels grans dignataris de la cort, aquestes grans edificacions s'estenien sota els murs del castell conegut com a fort de Saint-André que al seu torn s'havia aixecat en el lloc d'una abadia benedictina (l'abadia de Saint-André) existent des de l'any 999.
El cardenal Aubert (1295?-1362), personatge influent de la cort de Felip VI de França, era propietari d'un d'aquells palaus, va ser escollit papa el 1352, amb el nom d'Innocenci VI. Va ser llavors que va adquirir diverses propietats properes al seu antic palau i hi va edificar una església. El 2 de juny de 1356 va fundar en aquest lloc una cartoixa que va posar sota l'advocació de sant Joan Baptista, i que fou canviada el 1362, passant-se a conèixer com cartoixa de Notre-Dame de Val-de- Bénédiction.
Les primeres construccions es van fer al voltant dels jardins del palau d'Innocenci VI (l'actual claustre de Saint-Jean), amb la capella de Sant Joan Baptista a llevant. Des d'aquí es van anar afegint altres claustres i construccions fins que la comunitat va desaparèixer el 1790, a conseqüència de la Revolució.
El centre fou venut i es va parcel·lar, passat a ser ocupat per habitatges i provocant la pèrdua parcial de les construccions monàstiques. A partir de l'inici segle xx va començar la seva recuperació patrimonial.

## Les construccions

### Claustre de Saint-Jean

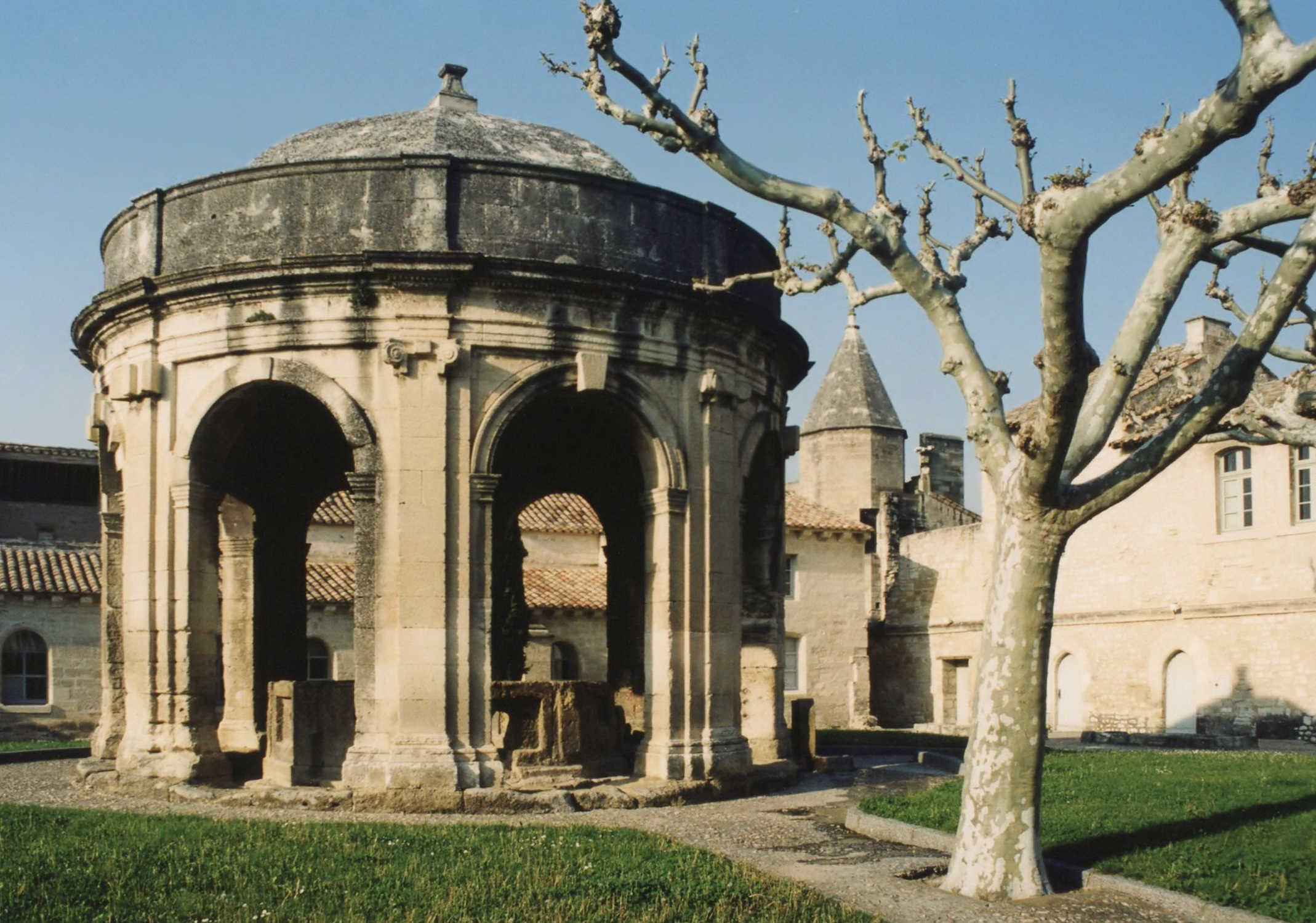
Font del claustre de Saint-Jean

Fou el centre de la primitiva cartoixa, al bell mig es troba la font de Saint-Jean (del segle xvii) des d'on es distribuïa l'aigua a totes les altres dependències.

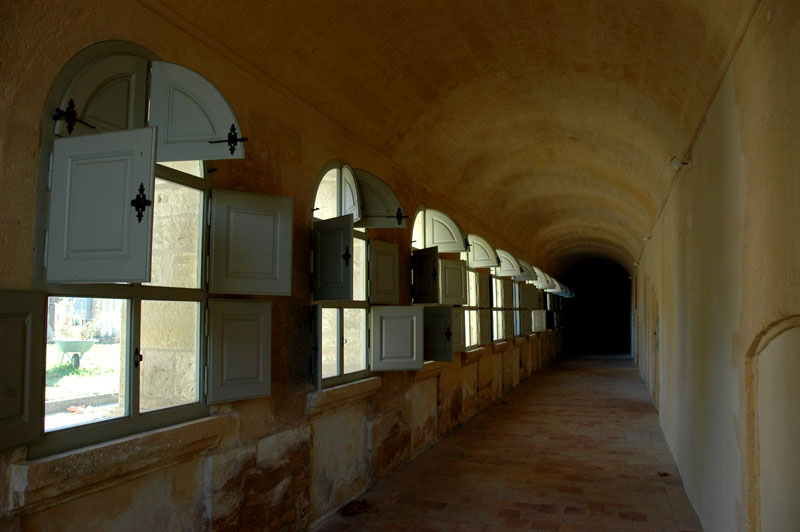
Galeria del claustre de Saint-Jean

### Capella de Saint-Jean-Baptiste
Molt modificada per haver estat adaptada posteriorment com a refetor. La seva capçalera conserva restes importants de la seva antiga decoració mural, obra de l'italià Matteo Giovannetti (que també va treballar al Palau dels Papes d'Avinyó), amb escenes relatives a la vida de sant Joan.

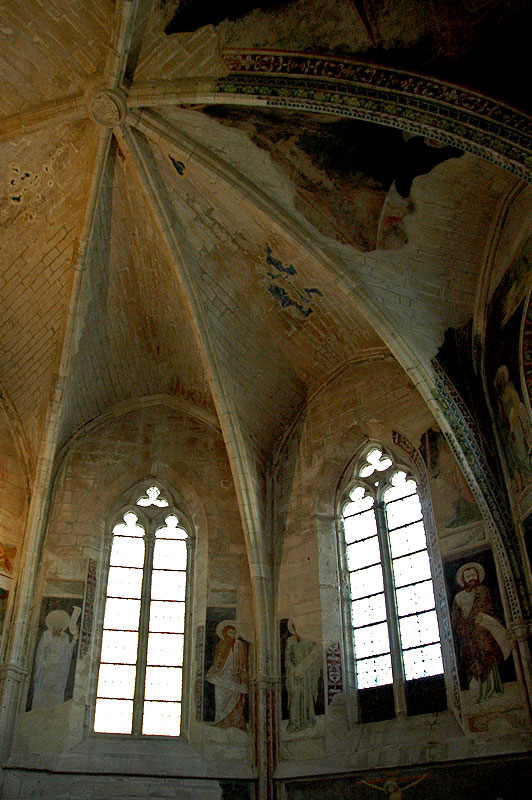
Capçalera de la capella
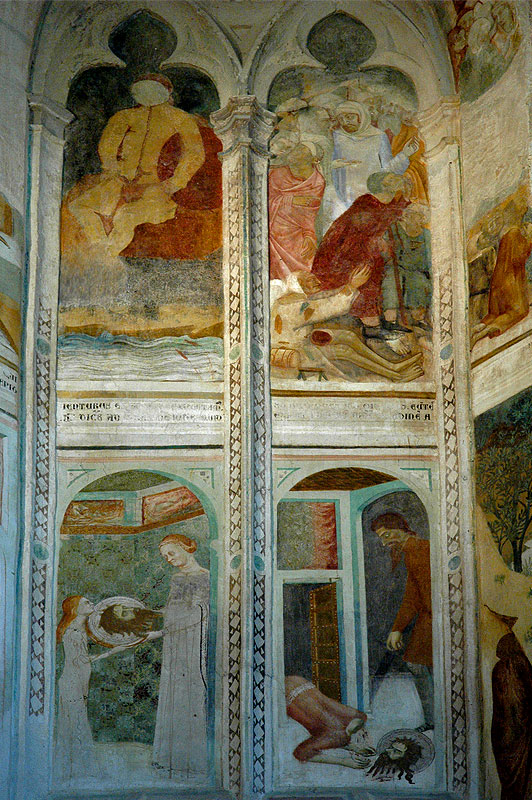
Murals de sant Joan Baptista
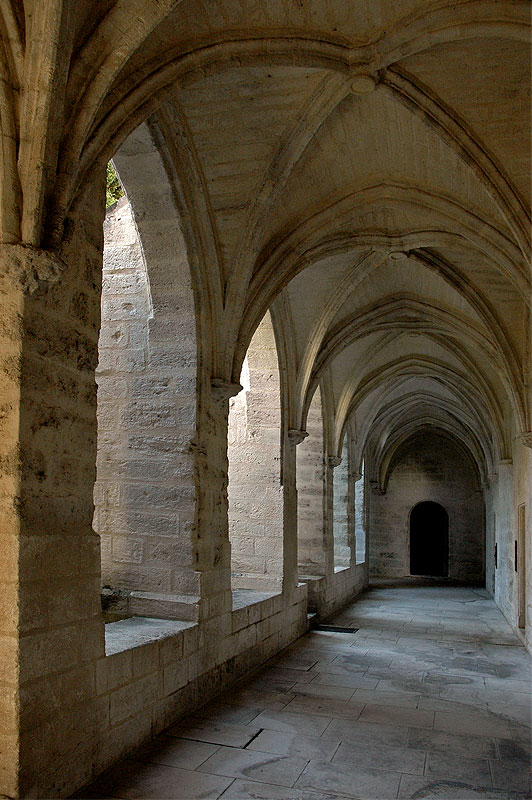
El claustre Petit

Al seu costat es troba el claustre Petit, de la primera època.

### Església de Sainte-Marie

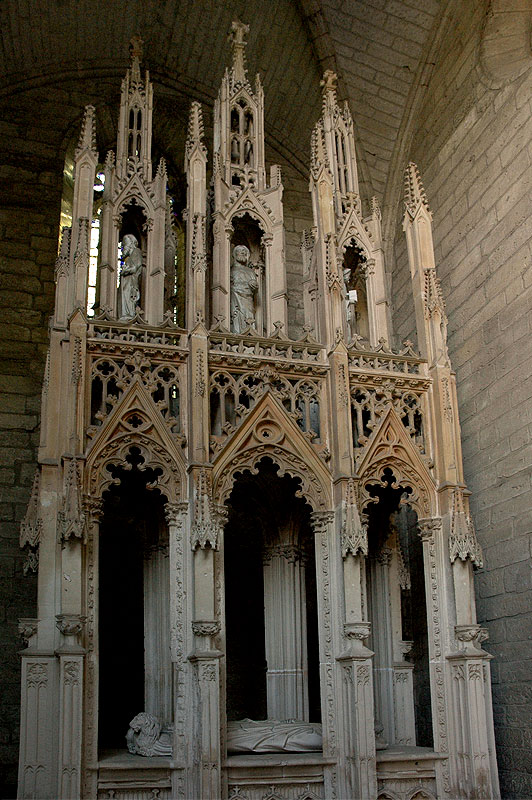
Tomba d'Innocenci VI

Abans dedicada a sant Joan Baptista, mal conservada. En una capella encara es pot veure la Tomba d'Innocenci VI, que havia estat traslladada a un altre indret degut al seu deteriorament, però ara es pot tornar a veure, restaurada. La mateixa capella conservava una valuosa taula amb la Coronació de la Mare de Déu d'Enguerrand Quarton, ara al Museu Pierre de Luxembourg, de Vilanova d'Avinyó.

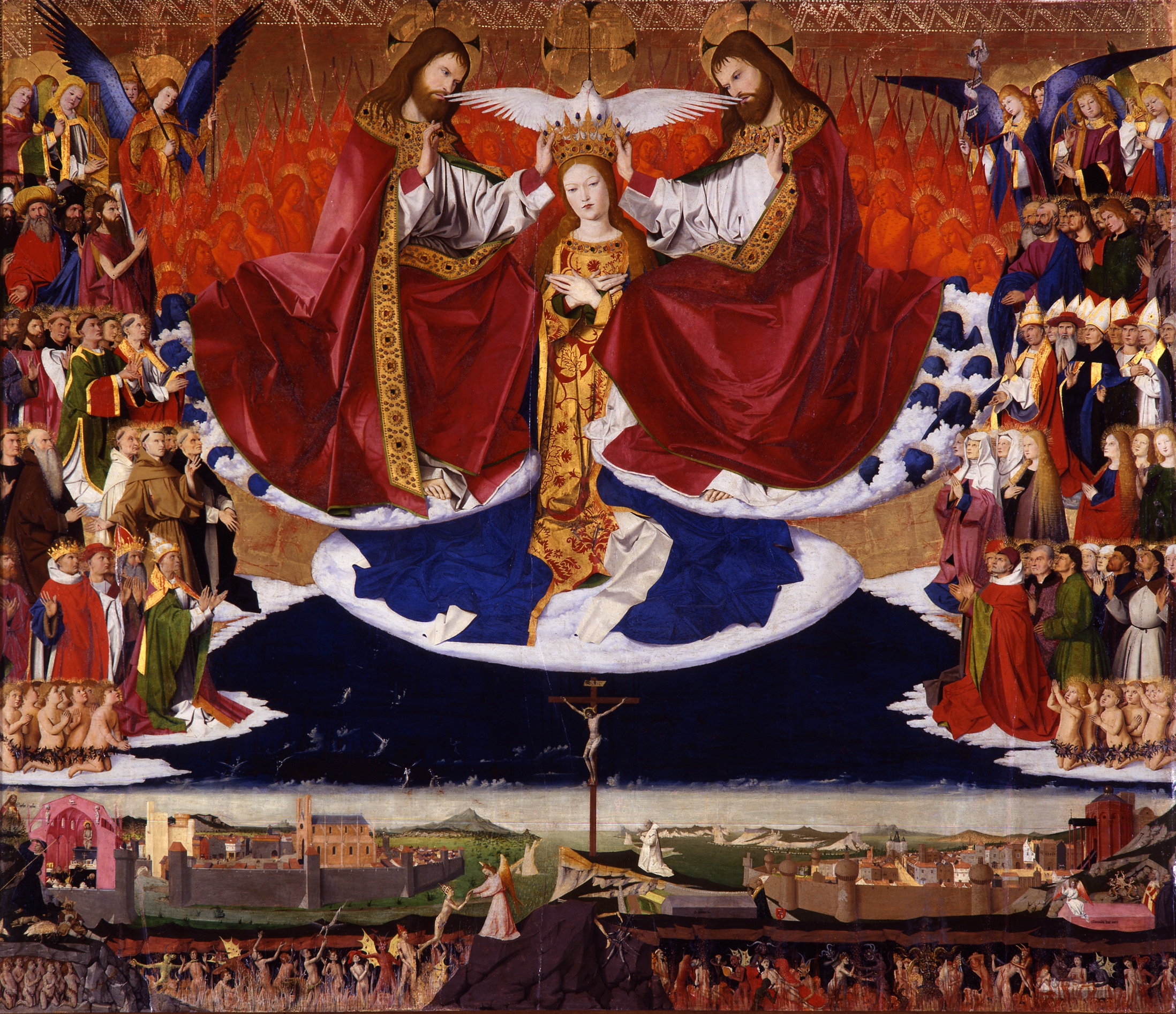
La Coronació de la Mare de Déu, al museu de Vilanova d'Avinyó

### Claustre dels Morts

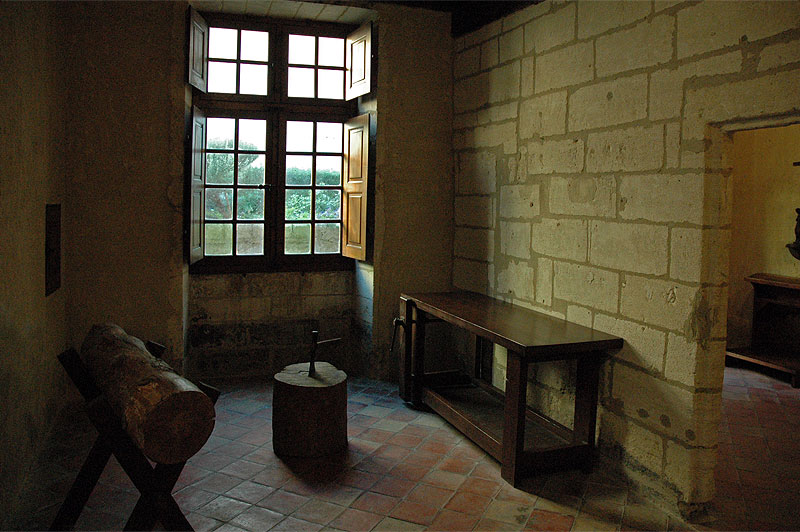
Cel·la d'un cartoixà

El més gran de la cartoixa, és envoltat de les cel·les dels cartoixans, refetes el 1610.